# Рымут, Казимеж
Казимеж Рымут (пол. Kazimierz Rymut; 18 декабря 1935 — 14 ноября 2006, Краков) — польский лингвист, специалист по ономастике и истории польского языка.
Многолетний директор Института польского языка Польской академии наук в Кракове, руководитель Отдела польской ономастики, председатель комиссии по славянской ономастике при Международном комитете славистов, председатель комиссии по названиям местностей и физико-географических объектов при Министерстве внутренних дел и управления Польши.
Кавалер Ордена Кирилла и Мефодия и Золотого креста за заслуги.

## Биография
Учился в Ягеллонском университете в Кракове, защитил диссертацию в 1968. Стал профессором университета в 1972.

## Научная деятельность
Автор ряда монографий и словарей, посвященных происхождению польских топонимов и антропонимов, а также библиографии по польской ономастике.
Известен широкому кругу читателей как редактор фундаментального словаря польских фамилий, первое издание которого появилось в начале 1990-х годов; его источником послужили данные всеобщего электронного учёта польских граждан (PESEL) на конец 1990. Второе издание, «Słownik nazwisk używanych w Polsce na początku XXI wieku» (Словарь фамилий, употреблявшихся в Польше в начале XXI века), было выпущено и на бумаге, и на CD в 2003 году, данные на последнем обновлены по состоянию на 2002.
Составил также историко-этимологический словарь польских фамилий.
Похоронен в Бжеге.

### Основные труды
- Słownik nazwisk współcześnie w Polsce używanych. T. I—X. Kraków, 1965—1978; Kraków, 1992—1994.
- Nazwy Miast Polski. Wrocław, 1987.
- Nazwiska Polaków. Wrocław, 1991.
- Nazwy miejscowe Polski. Historia-pochodzenie-zmiany. / Pod red. K. Rymuta. T. I—VI. Kraków, 1996—2005.
- Listy polskie XVI wieku. / Pod red. K. Rymuta. T. I—III. Kraków, 1998—2004.
- Nazwiska Polaków. Słownik historyczno-etymologiczny. T. I. A—K. Kraków, 1999; T. II. L—Ż. Kraków, 2001. ISBN 83-87623-18-0; ISBN 83-87623-35-0.
- Szkice onomastyczne i historycznojęzykowe. Kraków, 2003.
- Słownik nazwisk używanych w Polsce na początku XXI wieku. Kraków, 2003—2005; Warszawa, 2005.